# Drusus franzressli
Drusus franzressli är en nattsländeart som beskrevs av Malicky in Malicky och Kumanski 1974. Drusus franzressli ingår i släktet Drusus och familjen husmasknattsländor. Inga underarter finns listade i Catalogue of Life.